# エシロールルックスオティカ
エシロールルックスオティカ（仏: EssilorLuxottica S.A.）は、イタリアのアイウェアメーカーであるルックスオティカと、フランスの光学機器メーカーであるエシロールの経営統合により設立された持株会社。フランス・パリに本拠を置く。ユーロネクスト・パリ上場企業（Euronext: EL ）。

## 沿革
2018年10月1日に発足し、同日ユーロネクスト・パリに上場した。この合併は2017年1月に発表され、ルックスオティカおよびエシロールはそれぞれエシロールルックスオティカの100%子会社となり、新会社の会長およびCEOはルックスオティカ会長のレオナルド・デル・ヴェッキオ（Leonardo Del Vecchio）が、副CEOはエシロール会長のユベール・サニエール (Hubert Sagnieres)が就任、レオナルド・デル・ヴェッキオが株式の38.3%を保有する形態となった。